# David Olney
David Charles Olney (* 23. März 1948 in Providence, Rhode Island; † 18. Januar 2020 in Santa Rosa Beach, Florida) war ein US-amerikanischer Singer-Songwriter. In seiner Karriere arbeitete er mit Musikern wie Emmylou Harris und Linda Ronstadt zusammen.

## Leben
David Olney besuchte die University of North Carolina at Chapel Hill, verließ sie jedoch ohne Abschluss. 1971 wurde er Mitglied in der Band Simpson, mit der er im selben Jahr ein Album veröffentlichte. 1972 zog Olney nach Atlanta, 1973 nach Nashville.
Nach seinem Umzug nach Nashville und Versuchen einer Solokarriere gründete er die Band The X-Rays, mit denen er zwei Alben bei Rounder Records veröffentlichte, Fernsehauftritte absolvierte und als Vorband von Elvis Costello auftrat. 1985 löste sich die Gruppe auf.
1986 erschien Olneys Debüt-Soloalbum Eye of the Storm bei Rounder Records. Bis zu seinem Tod folgten 27 weitere Alben unter verschiedenen Labels. Zudem arbeitete Olney als Songwriter für andere bekannte Musiker. So schrieb er einzelne Lieder für Emmylou Harris (Alben Cowgirl’s Prayer und Wrecking Ball), Linda Ronstadt (für Feels like Home), Mimi Fariña oder Tim O’Brien. Townes Van Zandt bezeichnete den mit ihm befreundeten Olney als einen der besten Songwriter, dessen Songs er je gehört hätte.
David Olney lebte bis zu seinem Tod in Nashville, war verheiratet und hatte zwei Kinder. Er starb am 18. Januar 2020 im Alter von 71 Jahren während eines Auftritts beim 30A Songwriter Festival in Santa Rosa Beach an den Folgen eines Herzinfarkts.

## Soloalben
- 1986: Eye of the Storm
- 1988: Deeper Well
- 1991: Roses
- 1991: Top to Bottom
- 1992: Border Crossing
- 1994: Ache of Longing
- 1994: Live in Holland
- 1995: High, Wide and Lonesome
- 1997: Real Lies
- 1999: Through a Glass Darkly
- 1999: Ghosts in the Wind: Live at La Casa, Michigan
- 2000: Omar’s Blues
- 2002: Women Across the River: Live in Holland
- 2003: The Wheel
- 2004: Illegal Cargo: Live in Holland
- 2005: Migration
- 2006: Lenora: Live in Holland
- 2007: One Tough Town
- 2008: Live at Norm’s River Roadhouse, Vol. 1
- 2009: Ol’ Diz: A Musical Baseball Story. A Songwriters’ Work in Progress
- 2010: Dutchman’s Curve
- 2012: The Stone
- 2012: Robbery & Murder
- 2013: Predicting The Past: Introducing Americana Music Vol. 2
- 2014: Sweet Poison
- 2014: When the Deal Goes Down
- 2016: Holiday In Holland
- 2017: Don’t Try to Fight It
- 2018: This Side or the Other